# Un roule-ta-bosse
Graine errante
Un roule-ta-bosse est une nouvelle de dix-huit pages d’Anton Tchekhov, parue en 1887.

## Historique
Un roule-ta-bosse est initialement publié dans la revue russe Temps nouveaux, numéro 4048, du 14 juillet 1887, sous le pseudonyme An Tchekhov. Aussi traduit en français sous le titre Le Panicaut et sous le titre Graine errante.

## Résumé
Un homme décide de faire une retraite au monastère de Sviatogorsk. On installe un autre pèlerin dans sa chambre. C’est un jeune homme qui depuis l’âge de 15 ans court le pays, allant d’échec en échec. Ex-juif, il s’est converti à la religion orthodoxe. L’homme lui donne une vieille paire de chaussures et le quitte.

## Édition française
- Un roule-ta-bosse, traduit par Édouard Parayre, Éditions Gallimard, Bibliothèque de la Pléiade, 1970  (ISBN 2-07-010550-4)